# بيت الوادي (نجرة)

تعديل مصدري - تعديل

بيت الوادي هي إحدى قرى عزلة القيلة بمديرية نجرة التابعة لمحافظة حجة، بلغ تعداد سكانها 190 نسمة حسب تعداد اليمن لعام 2004.